# Templul Iunonei Moneta
Templul Iunonei Moneta era construit pe Capitoliu, alături de templul lui Iupiter Capitolinul și conținea oficinele monetăriei romane, în care erau fabricate monedele și erau păstrate prețioasele matrițe.

## Iunon Moneta
Iunon Moneta era considerată zeița care avertizează și sfătuiește, dar era considerată și ca protectoare a femeilor și paznica finanțelor.

## Istorie

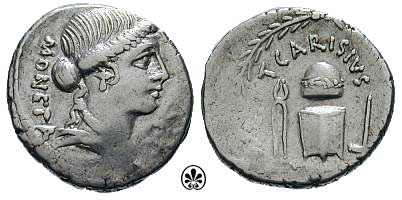
Denar de argint emis sub Titus Carisius, în 46 î.Hr.; avers: capul Iunonei Moneta spre dreapta; revers: coiful lui Vulcan, dedesubt, nicovală, între clește și ciocan; toate încununate cu lauri; T CARISIVS deasupra

Conform tradiției, templul a fost construit de Camillus, după victoria împotriva auruncilor.
Nu s-a decoperit nicio urmă a templului, deși există documente. Probabil aceste urme vor fi existând sub actuala biserică ridicată pe locul templului. În grădina bisericii s-a descoperit o teracotă, care, însă, datează dintr-o perioadă arhaică, din secolul al V-lea î.Hr., în timp ce templul Iunonei datează din anul 334 î.Hr., astfel se poate presupune că Templul Iunonei Moneta a fost construit pe locul unui mai vechi sanctuar păgân.
Sub Republica Romană, prima oficină de producere a monedelor romane apare în anul 290 î.Hr., în Templul Iunonei Moneta (literal, „Iunona care avertizează”, „care sfătuiește”). 
Iată explicația: Potrivit legendei, gâștele sacre ale Capitoliului au dat alerta, salvând orașul de invazia galilor conduși de Brennos.
Gâștele de pe Capitoliu erau consacrate cultului Iunonei. După acest episod, al invaziei galilor, templul Iunonei a fost denumit Templul Iunonei Moneta. În latină moneo, monere: „a avertiza” , iar moneta: „cea care avertizează”.
Am văzut că zeița Iunon Moneta era considerată și ca fiind paznica finanțelor. De la această sintagmă, Iunon Moneta, derivă, de altfel, cuvântul monedă. Responsabili de confecționarea monedelor sunt trei magistrați denumiți Tresviri monetales. De-a lungul timpului, atelierul din Roma își va schimba locația, în numeroase rânduri.
Templul Iunonei Moneta a fost distrus în timpul marelui incendiu pus la cale de Nero, în anul 64.

## În zilele noastre
În zilele noastre biserica Santa Maria in Aracoeli se află pe amplasamentul fostului templu al Iunonei Moneta.